# Sugar (Robin Schulz)
"Sugar" is een single van de Duitse DJ en producer Robin Schulz met vocals van de Canadese zanger Francesco Yates. De single kwam uit op 17 juli 2015 in Duitsland en bevat samples van "Suga Suga" van Baby Bash uit 2003.

## Videoclip
De bijhorende videoclip verscheen op 24 juli 2015. Ook de Amerikaanse komiek Nathan Barnatt is te zien in de videoclip.

## Tracklijst
| Nr. | Titel                       | Duur |
| --- | --------------------------- | ---- |
| 1.  | Sugar (met Francesco Yates) | 3:39 |

| Nr. | Titel                                      | Duur |
| --- | ------------------------------------------ | ---- |
| 1.  | Sugar (met Francesco Yates)                | 3:39 |
| 2.  | Sugar (met Francesco Yates) (extended mix) | 5:01 |

## Hitnoteringen

### Nederlandse Top 40
| Hitnotering: 03-10-2015 t/m 12-03-2016 | Hitnotering: 03-10-2015 t/m 12-03-2016 | Hitnotering: 03-10-2015 t/m 12-03-2016 | Hitnotering: 03-10-2015 t/m 12-03-2016 | Hitnotering: 03-10-2015 t/m 12-03-2016 | Hitnotering: 03-10-2015 t/m 12-03-2016 | Hitnotering: 03-10-2015 t/m 12-03-2016 | Hitnotering: 03-10-2015 t/m 12-03-2016 | Hitnotering: 03-10-2015 t/m 12-03-2016 | Hitnotering: 03-10-2015 t/m 12-03-2016 | Hitnotering: 03-10-2015 t/m 12-03-2016 | Hitnotering: 03-10-2015 t/m 12-03-2016 | Hitnotering: 03-10-2015 t/m 12-03-2016 | Hitnotering: 03-10-2015 t/m 12-03-2016 |
| Week:                                  | 1                                      | 2                                      | 3                                      | 4                                      | 5                                      | 6                                      | 7                                      | 8                                      | 9                                      | 10                                     | 11                                     | 12                                     | 13                                     |
| -------------------------------------- | -------------------------------------- | -------------------------------------- | -------------------------------------- | -------------------------------------- | -------------------------------------- | -------------------------------------- | -------------------------------------- | -------------------------------------- | -------------------------------------- | -------------------------------------- | -------------------------------------- | -------------------------------------- | -------------------------------------- |
| Positie:                               | 38                                     | 25                                     | 14                                     | 10                                     | 9                                      | 12                                     | 11                                     | 7                                      | 6                                      | 6                                      | 5                                      | 4                                      | 4                                      |
| Week:                                  | 14                                     | 15                                     | 16                                     | 17                                     | 18                                     | 19                                     | 20                                     | 21                                     | 22                                     | 23                                     | 24                                     |                                        |                                        |
| Positie:                               | 4                                      | 6                                      | 7                                      | 9                                      | 10                                     | 15                                     | 17                                     | 20                                     | 27                                     | 30                                     | 34                                     | uit                                    |                                        |

### NederlandseSingle Top 100
| Hitnotering (Week 1 t/m 42): 15-08-2015 t/m 28-05-2016 Hitnotering (Week 43): 11-06-2016 | Hitnotering (Week 1 t/m 42): 15-08-2015 t/m 28-05-2016 Hitnotering (Week 43): 11-06-2016 | Hitnotering (Week 1 t/m 42): 15-08-2015 t/m 28-05-2016 Hitnotering (Week 43): 11-06-2016 | Hitnotering (Week 1 t/m 42): 15-08-2015 t/m 28-05-2016 Hitnotering (Week 43): 11-06-2016 | Hitnotering (Week 1 t/m 42): 15-08-2015 t/m 28-05-2016 Hitnotering (Week 43): 11-06-2016 | Hitnotering (Week 1 t/m 42): 15-08-2015 t/m 28-05-2016 Hitnotering (Week 43): 11-06-2016 | Hitnotering (Week 1 t/m 42): 15-08-2015 t/m 28-05-2016 Hitnotering (Week 43): 11-06-2016 | Hitnotering (Week 1 t/m 42): 15-08-2015 t/m 28-05-2016 Hitnotering (Week 43): 11-06-2016 | Hitnotering (Week 1 t/m 42): 15-08-2015 t/m 28-05-2016 Hitnotering (Week 43): 11-06-2016 | Hitnotering (Week 1 t/m 42): 15-08-2015 t/m 28-05-2016 Hitnotering (Week 43): 11-06-2016 | Hitnotering (Week 1 t/m 42): 15-08-2015 t/m 28-05-2016 Hitnotering (Week 43): 11-06-2016 | Hitnotering (Week 1 t/m 42): 15-08-2015 t/m 28-05-2016 Hitnotering (Week 43): 11-06-2016 | Hitnotering (Week 1 t/m 42): 15-08-2015 t/m 28-05-2016 Hitnotering (Week 43): 11-06-2016 | Hitnotering (Week 1 t/m 42): 15-08-2015 t/m 28-05-2016 Hitnotering (Week 43): 11-06-2016 | Hitnotering (Week 1 t/m 42): 15-08-2015 t/m 28-05-2016 Hitnotering (Week 43): 11-06-2016 | Hitnotering (Week 1 t/m 42): 15-08-2015 t/m 28-05-2016 Hitnotering (Week 43): 11-06-2016 |
| Week:                                                                                    | 1                                                                                        | 2                                                                                        | 3                                                                                        | 4                                                                                        | 5                                                                                        | 6                                                                                        | 7                                                                                        | 8                                                                                        | 9                                                                                        | 10                                                                                       | 11                                                                                       | 12                                                                                       | 13                                                                                       | 14                                                                                       | 15                                                                                       |
| ---------------------------------------------------------------------------------------- | ---------------------------------------------------------------------------------------- | ---------------------------------------------------------------------------------------- | ---------------------------------------------------------------------------------------- | ---------------------------------------------------------------------------------------- | ---------------------------------------------------------------------------------------- | ---------------------------------------------------------------------------------------- | ---------------------------------------------------------------------------------------- | ---------------------------------------------------------------------------------------- | ---------------------------------------------------------------------------------------- | ---------------------------------------------------------------------------------------- | ---------------------------------------------------------------------------------------- | ---------------------------------------------------------------------------------------- | ---------------------------------------------------------------------------------------- | ---------------------------------------------------------------------------------------- | ---------------------------------------------------------------------------------------- |
| Positie:                                                                                 | 74                                                                                       | 66                                                                                       | 60                                                                                       | 50                                                                                       | 54                                                                                       | 41                                                                                       | 32                                                                                       | 25                                                                                       | 17                                                                                       | 8                                                                                        | 7                                                                                        | 6                                                                                        | 6                                                                                        | 8                                                                                        | 9                                                                                        |
| Week:                                                                                    | 16                                                                                       | 17                                                                                       | 18                                                                                       | 19                                                                                       | 20                                                                                       | 21                                                                                       | 22                                                                                       | 23                                                                                       | 24                                                                                       | 25                                                                                       | 26                                                                                       | 27                                                                                       | 28                                                                                       | 29                                                                                       | 30                                                                                       |
| Positie:                                                                                 | 9                                                                                        | 8                                                                                        | 8                                                                                        | 10                                                                                       | 10                                                                                       | 10                                                                                       | 8                                                                                        | 11                                                                                       | 13                                                                                       | 15                                                                                       | 16                                                                                       | 18                                                                                       | 26                                                                                       | 25                                                                                       | 25                                                                                       |
| Week:                                                                                    | 31                                                                                       | 32                                                                                       | 33                                                                                       | 34                                                                                       | 35                                                                                       | 36                                                                                       | 37                                                                                       | 38                                                                                       | 39                                                                                       | 40                                                                                       | 41                                                                                       | 42                                                                                       |                                                                                          | 43                                                                                       |                                                                                          |
| Positie:                                                                                 | 29                                                                                       | 29                                                                                       | 33                                                                                       | 35                                                                                       | 35                                                                                       | 39                                                                                       | 44                                                                                       | 47                                                                                       | 61                                                                                       | 60                                                                                       | 73                                                                                       | 99                                                                                       | uit                                                                                      | 96                                                                                       | uit                                                                                      |

### 3FM Mega Top 50
| Hitnotering: 10-10-2015 t/m 07-05-2016 | Hitnotering: 10-10-2015 t/m 07-05-2016 | Hitnotering: 10-10-2015 t/m 07-05-2016 | Hitnotering: 10-10-2015 t/m 07-05-2016 | Hitnotering: 10-10-2015 t/m 07-05-2016 | Hitnotering: 10-10-2015 t/m 07-05-2016 | Hitnotering: 10-10-2015 t/m 07-05-2016 | Hitnotering: 10-10-2015 t/m 07-05-2016 | Hitnotering: 10-10-2015 t/m 07-05-2016 | Hitnotering: 10-10-2015 t/m 07-05-2016 | Hitnotering: 10-10-2015 t/m 07-05-2016 | Hitnotering: 10-10-2015 t/m 07-05-2016 | Hitnotering: 10-10-2015 t/m 07-05-2016 | Hitnotering: 10-10-2015 t/m 07-05-2016 | Hitnotering: 10-10-2015 t/m 07-05-2016 | Hitnotering: 10-10-2015 t/m 07-05-2016 |
| Week:                                  | 1                                      | 2                                      | 3                                      | 4                                      | 5                                      | 6                                      | 7                                      | 8                                      | 9                                      | 10                                     | 11                                     | 12                                     | 13                                     | 14                                     | 15                                     |
| -------------------------------------- | -------------------------------------- | -------------------------------------- | -------------------------------------- | -------------------------------------- | -------------------------------------- | -------------------------------------- | -------------------------------------- | -------------------------------------- | -------------------------------------- | -------------------------------------- | -------------------------------------- | -------------------------------------- | -------------------------------------- | -------------------------------------- | -------------------------------------- |
| Positie:                               | 21                                     | 11                                     | 8                                      | 9                                      | 8                                      | 12                                     | 8                                      | 6                                      | 6                                      | 7                                      | 7                                      | 7                                      | 8                                      | 7                                      | 8                                      |
| Week:                                  | 16                                     | 17                                     | 18                                     | 19                                     | 20                                     | 21                                     | 22                                     | 23                                     | 24                                     | 25                                     | 26                                     | 27                                     | 28                                     |                                        |                                        |
| Positie:                               | 10                                     | 12                                     | 16                                     | 21                                     | 27                                     | 30                                     | 38                                     | 38                                     | 45                                     | 46                                     | 49                                     | 47                                     | 49                                     | uit                                    |                                        |

## Releasedata
| Land             | Datum           | Formaat                   | Label                         |
| ---------------- | --------------- | ------------------------- | ----------------------------- |
| Duitsland        | 17 juli 2015    | Cd-single, muziekdownload | Tonspiel (Warner Music Group) |
| Verenigde Staten | 8 december 2015 | Radio                     | Atlantic, Big Beat, RRP       |